# Fearless (альбом Тейлор Свифт)
Fearless — второй альбом американской кантри-певицы Тейлор Свифт, выпущенный 11 ноября 2008 года под лейблом Big Machine. Fearless имел международный коммерческий успех. Он дебютировал в американском чарте Billboard 200 сразу на первом месте, разошедшись за первую неделю продаж рекордным для 2008 года тиражом в 592 304 экземпляра. По итогам года он стал самым продаваемым альбомом 2009 года в США с тиражом более 3,2 млн копий. Свифт в 18 лет стала самой молодым исполнителем в истории с альбомом-бестселлером всего года. Общий тираж в США превысил 7 млн копий. Fearless также возглавил чарты Канады и Новой Зеландии и достиг мультиплатинового статуса в 6 странах. В целом к марту 2011 года общемировой тираж Fearless превысил 8,68 млн копий. Fearless стал наиболее награждённым альбомом в истории кантри-музыки, так как выиграл звание Альбомом года на четырёх главных церемониях года: 52-я церемония «Грэмми», American Music Awards 2009, Country Music Association Awards и Academy of Country Music Awards. 11 декабря 2017 года Fearless стал 121-м альбомом, достигшим бриллиантовой сертификации RIAA в США за тираж 10 000 000 альбомных эквивалентных единиц.
В 2022 году альбом был назван одним из лучших кантри-альбомов в истории и занял десятое место в списке The 100 Greatest Country Albums of All Time журнала Rolling Stone.
Пять синглов вышло с альбома Fearless. Огромный успех имел первый сингл, «Love Story», чей тираж составил более 8 млн копий в мире (по данным IFPI).

## Создание и релиз
Тейлор Свифт в одиночку написала 7 из 13 композиций альбома, а также участвовала в написании остальных 6 песен. Композиция «Forever & Always» связана с бывшими отношениями певицы с одним из участников группы Jonas Brothers Джо Джонасом.
Fearless был выпущен в продажу в США и Канаде 11 ноября 2008 года. Затем последовали релизы в Австралии, Италии, Великобритании и других странах.

### Синглы
«Love Story», ведущий сингл альбома, был выпущен в США в сентябре 2008 года и не поступал в продажу в других странах до весны 2009 года. Одновременно с выпуском сингла был пущен в ротацию видеоклип. Песня стала очень популярна и завоевала первые места во множестве чартов. Второй сингл, «White Horse», появился в продаже в США и Австралии в ноябре 2008 года и не смог повторить успех предшественника. Показ видеоклипа стартовал в феврале 2009 года. В Великобритании вторым синглом стала песня «Teardrops on My Guitar», ранее уже выпускавшаяся как сингл с альбома Taylor Swift. В апреле 2009 года в США был выпущен третий сингл — «You Belong with Me», а 31 августа того же года — песня «Fifteen».

### Промотур
В качестве рекламы нового альбома Тейлор Свифт исполняла песни на различных телешоу и церемониях награждения, включая такие передачи как Saturday Night Live, Late Show with David Letterman и The Ellen DeGeneres Show. Она также исполнила песню «Fifteen» вместе с Майли Сайрус на 51-й церемонии вручения премии «Грэмми». В феврале 2009 года Тейлор отправилась в Великобританию и рекламировала главный сингл «Love Story» на телевидении и по радио.
Тур в поддержку альбома начался 23 апреля 2009 года с выступления в городе Эвансвилл, штат Индиана. Свифт выступила в общей сложности в 50 городах США, а также в одной из школ города Александрия, штат Виргиния. В одном из интервью певица заявила, что, если альбом будет хорошо принят в Великобритании, она даст свои концерты и в этой стране. Специальные гости на всех концертах — Келли Пиклер и группа «Глориана».

## Оценка критиков
| Совокупная оценка      | Совокупная оценка |
| Источник               | Оценка            |
| ---------------------- | ----------------- |
| Metacritic             | 73/100            |
| Оценки критиков        |                   |
| Источник               | Оценка            |
| AllMusic               | [ 10 ]            |
| Blender                | [ 11 ]            |
| Entertainment Weekly   | B                 |
| The Guardian           | [ 13 ]            |
| MSN Music              | A–                |
| The Observer           | [ 15 ]            |
| Q                      | [ 16 ]            |
| Rolling Stone Magazine | [ 17 ]            |
| Slant Magazine         | [ 18 ]            |
| USA Today              | [ 19 ]            |

В целом Fearless получил положительные отзывы критиков: AllMusic, Billboard, The Boston Globe, Robert Christgau, Entertainment Weekly, The Guardian, Rolling Stone, Slant Magazine, The Village Voice, The Washington Post.
По данным сайта Metacritic, который специализируется на рецензиях, альбом набрал 73 балла из 100 возможных. Газета Newsday присвоила альбому рейтинг «А» с формулировкой «мудро не по годам» («wise beyond her years»), Джеймс Рид из газеты The Boston Globe дал положительный отзыв. Сайт Allmusic отметил, как Свифт пишет свои песни и как этот альбом «вырос» по сравнению с предыдущим. Журнал Rolling Stone поставил Fearless на 39-е место в списке 50 лучших альбомов 2008 года.

## Награды и номинации
На 52-й церемонии «Грэмми» Fearless получил главную награду Grammy Award в категориях «Альбом года» и «Лучший кантри-альбом». В результате Свифт в 20 лет стала самым молодым музыкантом, получившим Album of the Year, опередив Аланис Мориссетт, которая выиграла «Грэмми» за альбом Jagged Little Pill в возрасте 21 года. Шесть лет спустя на 58-й церемонии «Грэмми» Свифт снова победит в категории Album of the Year с диском 1989 и станет первой женщиной — двукратной обладательницей «Грэмми» за свои работы в самой престижной категории. Fearless также стал самым награждённым кантри-альбомом и первым альбомом в истории, выигравшим самые известные музыкальные премии в один год: American Music Award, Academy of Country Music Award, Country Music Association Award и Grammy Award (Album of The Year).
| Год  | Организация                        | Награда                         | Результат | Ссылка        |
| ---- | ---------------------------------- | ------------------------------- | --------- | ------------- |
| 2009 | Canadian Country Music Association | Top Selling Album               | Победа    | [ 30 ]        |
| 2009 | Country Music Association Awards   | Album of the Year               | Победа    | [ 31 ]        |
| 2009 | Academy of Country Music Awards    | Album of the Year               | Победа    | [ 32 ]        |
| 2009 | American Music Awards              | Favorite Country Album          | Победа    | [ 33 ] [ 34 ] |
| 2009 | American Music Awards              | Favorite Pop/Rock Album         | Номинация | [ 33 ] [ 34 ] |
| 2009 | Teen Choice Awards                 | Choice Female Album             | Победа    | [ 35 ] [ 36 ] |
| 2010 | Canadian Country Music Association | Top Selling Album               | Победа    | [ 30 ]        |
| 2010 | Juno Award                         | International Album of the Year | Номинация | [ 37 ]        |
| 2010 | Grammy Awards                      | Album of the Year               | Победа    | [ 38 ]        |
| 2010 | Grammy Awards                      | Best Country Album              | Победа    | [ 38 ]        |

## Список композиций
Слова и музыка всех песен — Тейлор Свифт, кроме указанных. Продюсеры всех песен — Нэтан Чапман и Тейлор Свифт, кроме указанных.
| №                   | Название                                                      | Длительность |
| ------------------- | ------------------------------------------------------------- | ------------ |
| 1.                  | «Fearless» (авторы: Свифт, Лиз Роуз, Хиллари Линдси)          | 4:01         |
| 2.                  | «Fifteen»                                                     | 4:54         |
| 3.                  | «Love Story»                                                  | 3:55         |
| 4.                  | «Hey Stephen»                                                 | 4:14         |
| 5.                  | «White Horse» (авторы: Свифт, Роуз)                           | 3:54         |
| 6.                  | «You Belong with Me» (авторы: Свифт, Роуз)                    | 3:51         |
| 7.                  | «Breathe» (при участии Колби Кэйллат; авторы: Свифт, Кэйллат) | 4:23         |
| 8.                  | «Tell Me Why» (авторы: Свифт, Роуз)                           | 3:20         |
| 9.                  | «You’re Not Sorry»                                            | 4:21         |
| 10.                 | «The Way I Loved You» (авторы: Свифт, Джон Рич)               | 4:04         |
| 11.                 | «Forever & Always»                                            | 3:45         |
| 12.                 | «The Best Day»                                                | 4:05         |
| 13.                 | «Change»                                                      | 4:40         |
| Общая длительность: | Общая длительность:                                           | 53:41        |

| №                   | Название                                                                                            | Длительность |
| ------------------- | --------------------------------------------------------------------------------------------------- | ------------ |
| 14.                 | «Our Song» (Оригинальный микс с альбома Taylor Swift; продюсер: Chapman)                            | 3:24         |
| 15.                 | «Teardrops on My Guitar» (Оригинальный микс с Taylor Swift; авторы: Свифт, Роуз; продюсер: Chapman) | 3:36         |
| 16.                 | «Should’ve Said No» (Оригинальный микс с Taylor Swift; продюсер: Chapman)                           | 4:06         |
| 17.                 | «Love Story» (US Pop Mix)                                                                           | 3:56         |
| Общая длительность: | Общая длительность:                                                                                 | 64:29        |

| №                   | Название                                                           | Длительность |
| ------------------- | ------------------------------------------------------------------ | ------------ |
| 14.                 | «Our Song» (Международный микс)                                    | 3:21         |
| 15.                 | «Teardrops on My Guitar» (Международный микс; авторы: Свифт, Роуз) | 3:15         |
| 16.                 | «Should’ve Said No» (Международный микс)                           | 4:08         |
| Общая длительность: | Общая длительность:                                                | 63:59        |

| №                   | Название                        | Длительность |
| ------------------- | ------------------------------- | ------------ |
| 17.                 | «Love Story» (J Stax Radio Mix) | 3:38         |
| Общая длительность: | Общая длительность:             | 67:37        |

| №                   | Название                                                                                                | Длительность |
| ------------------- | --- | ------------ |
| 17.                 | «Beautiful Eyes» (продюсер: Robert Ellis Orrall)                                                        | 2:59         |
| 18.                 | «Picture to Burn» (Radio edit; авторы: Свифт, Роуз; продюсер: Chapman)                                  | 2:57         |
| 19.                 | «I’m Only Me When I'm with You» (авторы: Свифт, Orrall, Angelo Petraglia; продюсеры: Orrall, Petraglia) | 3:33         |
| 20.                 | «I Heart ?» (продюсер: Orrall)                                                                          | 3:17         |
| Общая длительность: | Общая длительность:                                                                                     | 66:19        |

| №                   | Название | Длительность |
| ------------------- | --- | ------------ |
| 17.                 | «Love Story» (US Pop Mix)                                                                                                | 3:56         |
| 18.                 | «Umbrella» (iTunes Live from SoHo; авторы: Shawn 'Jay Z' Carter, Kuk Harrell, Terius Nash, Christopher 'Tricky' Stewart) | 1:31         |
| 19.                 | «Picture to Burn» (iTunes Live from SoHo; авторы: Свифт, Роуз)                                                           | 3:33         |
| 20.                 | «Should’ve Said No» (iTunes Live from SoHo)                                                                              | 4:29         |
| 21.                 | «A Place In This World» (iTunes Live from SoHo; авторы: Свифт, Orrall, Petraglia)                                        | 3:26         |
| 22.                 | «Video Interview Piece»                                                                                                  | 3:00         |
| 23.                 | «Love Story» (музыкальное видео)                                                                                         | 4:01         |
| Общая длительность: | Общая длительность: | 58:04        |

| №  | Название                         | Режиссёр      | Длительность |
| -- | -------------------------------- | ------------- | ------------ |
| 1. | «Love Story» (музыкальное видео) | Trey Fanjoy   | 3:57         |
| 2. | «Change» (музыкальное видео)     | Shawn Robbins | 4:33         |

| №  | Название                                           | Длительность |
| -- | -------------------------------------------------- | ------------ |
| 1. | «Change» (Recording)                               | 16:36        |
| 2. | «Breathe» (Recording) (при участии Colbie Caillat) | 12:59        |

### Платиновое издание
| №                   | Название                                                                     | Длительность |
| ------------------- | ---------------------------------------------------------------------------- | ------------ |
| 1.                  | «Jump Then Fall»                                                             | 3:56         |
| 2.                  | «Untouchable» (авторы: Свифт, Cary Barlowe, Nathan Barlowe, Tommy Lee James) | 5:11         |
| 3.                  | «Forever & Always» (Piano Version)                                           | 4:27         |
| 4.                  | «Come in with the Rain» (авторы: Свифт, Роуз)                                | 3:58         |
| 5.                  | «Superstar» (авторы: Свифт, Роуз)                                            | 4:21         |
| 6.                  | «The Other Side of the Door»                                                 | 3:57         |
| 7.                  | «Fearless» (авторы: Свифт, Роуз, Lindsey)                                    | 4:01         |
| 8.                  | «Fifteen»                                                                    | 4:54         |
| 9.                  | «Love Story»                                                                 | 3:55         |
| 10.                 | «Hey Stephen»                                                                | 4:14         |
| 11.                 | «White Horse» (авторы: Свифт, Роуз)                                          | 3:54         |
| 12.                 | «You Belong with Me» (авторы: Свифт, Роуз)                                   | 3:51         |
| 13.                 | «Breathe» (при участии Colbie Caillat; авторы: Свифт, Caillat)               | 4:23         |
| 14.                 | «Tell Me Why» (авторы: Свифт, Роуз)                                          | 3:20         |
| 15.                 | «You’re Not Sorry»                                                           | 4:21         |
| 16.                 | «The Way I Loved You» (авторы: Свифт, Rich)                                  | 4:04         |
| 17.                 | «Forever & Always»                                                           | 3:45         |
| 18.                 | «The Best Day»                                                               | 4:05         |
| 19.                 | «Change»                                                                     | 4:40         |
| Общая длительность: | Общая длительность:                                                          | 79:19        |

| №   | Название                                              | Режиссёр      | Длительность |
| --- | ----------------------------------------------------- | ------------- | ------------ |
| 1.  | «Change» (музыкальное видео)                          | Shawn Robbins | 3:47         |
| 2.  | «The Best Day» (музыкальное видео)                    | Свифт         | 4:34         |
| 3.  | «Love Story» (музыкальное видео)                      | Trey Fanjoy   | 3:54         |
| 4.  | «White Horse» (музыкальное видео)                     | Trey Fanjoy   | 4:03         |
| 5.  | «You Belong with Me» (музыкальное видео)              | Roman White   | 4:37         |
| 6.  | «Love Story» ("On the Set" Behind the Scenes)         |               | 22:00        |
| 7.  | «White Horse» ("On the Set" Behind the Scenes)        |               | 22:00        |
| 8.  | «You Belong with Me» ("On the Set" Behind the Scenes) |               | 20:45        |
| 9.  | «Fearless Tour 2009 Photo Gallery»                    |               |              |
| 10. | «Fearless Tour 2009 First Show Behind the Scenes!»    |               | 10:41        |
| 11. | «CMT Awards Thug Story» (при участии T-Pain)          | Peter Zavadil | 1:26         |

| №   | Название                                           | Длительность |
| --- | -------------------------------------------------- | ------------ |
| 12. | «Untouchable» (Live from Clear Channel's Stripped) | 3:45         |
| 13. | «Fearless» (Live from Clear Channel's Stripped)    | 3:23         |

| №   | Название                                    | Длительность |
| --- | ------------------------------------------- | ------------ |
| 12. | «Love Story» (Live from V Festival)         | 4:27         |
| 13. | «You Belong with Me» (Live from V Festival) | 5:01         |

## Коммерческий успех
В США 29 ноября 2008 года альбом дебютировал на первом месте Billboard 200 с тиражом более 592 000 копий в первую неделю релиза — крупнейший тираж для кантри-альбома со времён альбома Long Road out of Eden группы Eagles, имевшего тираж более 711 000 копий в одну неделю в ноябре 2007 года. Затем диск спустился на позицию № 4 с тиражом более 217 000 копий (падение на 63 % от прошлой недели). Три недели спустя альбом вернулся на № 1 с тиражом более 249 000 копий, а всего оставался на вершине Billboard 200 в целом 11 недель (не подряд). Это стало самым длительным нахождением на первом месте после альбома Supernatural группы Santana, который пробыл 12 недель на № 1 в 1999 и 2000 годах и самым длительным десятилетия 2000-х. Более того, Fearless стал самым долго находящимся на вершине американского чарта альбомом кантри-певицы и третьим для кантри-исполнителей в целом (с учётом мужчин и групп) и 6-м для женщин-певиц всех жанров. После завершения своего пребывания на вершине чарта Billboard 200 в марте 2009 года альбом оставался в нём весь 2009 год. За год было продано более 3 217 000 копий, и он стал главным бестселлером 2009 года в США, а сама Свифт в 20 лет — самой молодой обладательницей бестселлера года и первой кантри-певицей в этом достижении. Fearless имел успех несколько лет подряд. 30 января 2010 года шла 52-я неделя в лучшей десятке Billboard 200, сделав Fearless одним из 18 альбомов, пробывших в этой десятке год или более того, и единственным в 2000-х года. Альбом провёл 58 недель в лучшей десятке Top-10, побив в этом достижении рекорд для кантри-музыкантов. В чарте Billboard Top Country Albums Fearless пробыл на первой позиции 35 недель (не подряд). Альбом был сертифицирован в бриллиантовом статусе Recording Industry Association of America (RIAA) за тираж более 10 млн копий. К январю 2018 года тираж альбома превысил 7,13 млн копий в США. Альбом ранжирован как шестой бестселлер № 2 за последние 6 лет и 6-й цифровой бестселлер-альбом в истории. К декабрю 2017 года альбом провёл в чарте Billboard 200 254 недели (не подряд, с перерывами).
В Канаде Fearless дебютировал на первом месте хит-парад с тиражом более 27 000 копий в неделю на 29 ноября 2008 года. Альбом пробыл в чарте Канады 66 недель, включая одну неделю на первом месте, и был сертифицирован в 4-кратном платиновом статусе Music Canada за тираж 320 000 копий. Альбом имел успех в Австралии, где дебютировал на позиции № 50 в неделю на 30 ноября 2008 года и затем выбыл из чарта. Повторно альбом вошёл в Australian Albums Chart 25 января 2009 года, начав с позиции № 42, и спустя 9 недель (26 апреля 2009 года) он достиг позиции № 2. Fearless был сертифицирован в 7-кратном платиновом статусе Australian Recording Industry Association (ARIA) за тираж 490 000 копий. В Новой Зеландии Fearless дебютировал на позиции № 2 в неделю на 16 марта 2009 года и через неделю поднялся на вершину чарта. Он был сертифицирован в 3-кратном платиновом статусе Recording Industry Association of New Zealand (RIANZ) за тираж 45 000 копий.
В Азии альбом имел тираж более 400 000 копий к февралю 2011 года. В Японии диск дебютировал на позиции № 22 с тиражом 4 945 копий в первую неделю июля 2009 года и достиг восьмого места. Он был сертифицирован в золотом статусе Recording Industry Association of Japan (RIAJ) за тираж более 100 000 копий. В Европе Fearless достиг позиции № 18 в объединённом хит-параде European Top 100 Albums. Наибольший европейский успех альбом имел в Англии, где дебютировал на позиции № 5 в чарте UK Albums Chart в неделю с 21 марта 2009 года. Альбом оставался в чарте UK Albums Chart 63 недели и был сертифицирован в платиновом статусе British Phonographic Industry (BPI) за тираж 300 000 копий. В Ирландии альбом достиг позиции № 7 и был сертифицирован в двойном платиновом статусе Irish Recorded Music Association («IRMA») за тираж 30 000 копий. Fearless имел меньший успех в средней Европе, войдя в двадцатки лучших в Австрии, Германии, Греции, Норвегии, России и Швеции. В целом, к октябрю 2017 года Fearless имел тираж 9 775 000 копий в мире.

## Позиции в чартах
Альбом стартовал с первой позиции в нескольких крупных чартах, включая Billboard 200. Fearless несколько раз терял свои позиции, однако стал первым с 1999 года альбомом, занимавшим первое место в этом чарте в общей сложности 11 недель, из которых 7 шли подряд. Также он стал первым альбомом исполнителя-девушки в истории кантри-музыки, продержавшимся на первом месте в Billboard 200 больше семи недель. Fearless стал золотым в Великобритании и Новой Зеландии, платиновым в Австралии и семикратно платиновым в США.
| Чарт (2008—09)                     | Высшая позиция |
| ---------------------------------- | -------------- |
| Австралия (Albums Chart)           | 2              |
| Австралия (Country Albums Chart)   | 1              |
| Австрия (Ö3 Austria Top 40)        | 14             |
| Бельгия (Ultratop 50, Flanders)    | 52             |
| Бельгия (Ultratop 50, Wallonia)    | 68             |
| Бразилия (Albums Chart)            | 18             |
| Канада (Canadian Albums Chart)     | 1              |
| Дания (Tracklisten)                | 23             |
| Европа (European Top 100 Albums)   | 18             |
| Франция (French Albums Chart)      | 26             |
| Германия (Media Control Charts)    | 12             |
| Греция (IFPI Greece)               | 19             |
| Ирландия (Irish Albums Chart)      | 7              |
| Япония (Oricon)                    | 8              |
| Мексика (Mexican Albums Chart)     | 37             |
| Нидерланды (MegaCharts)            | 43             |
| Новая Зеландия (N.Z. Albums Chart) | 1              |
| Норвегия (VG-lista)                | 5              |
| Россия (Russian Music Charts)      | 17             |
| Испания (Spanish Albums Chart)     | 28             |
| Швеция (Sverigetopplistan)         | 12             |
| Швейцария (Swiss Music Charts)     | 35             |
| Великобритания (UK Albums Chart)   | 5              |
| Великобритания (UK Country)        | 1              |
| США (Billboard 200)                | 1              |
| США (Top Country Albums)           | 1              |

| Чарт (2000—2009)            | Позиция |
| --------------------------- | ------- |
| Australian Albums (ARIA)    | 87      |
| US Billboard 200            | 56      |
| US Billboard Country Albums | 10      |
| Чарт (2010—2019)            | Позиция |
| Australian Albums (ARIA)    | 55      |
| US Billboard 200            | 98      |
| US Billboard Country Albums | 31      |

| Чарт (2008)                 | Позиция |
| --------------------------- | ------- |
| US Billboard 200            | 66      |
| US Top Country Albums       | 13      |
| Worldwide                   | 18      |
| Чарт (2009)                 | Позиция |
| Australian Albums Chart     | 4       |
| Canadian Albums Chart       | 2       |
| New Zealand Albums Chart    | 2       |
| UK Albums Chart             | 46      |
| US Billboard 200            | 1       |
| US Top Country Albums       | 1       |
| Worldwide                   | 4       |
| Чарт (2010)                 | Позиция |
| Australian Albums Chart     | 17      |
| Canadian Albums Chart       | 14      |
| Japanese Albums Chart       | 75      |
| New Zealand Albums Chart    | 31      |
| UK Albums Chart             | 122     |
| US Billboard 200            | 7       |
| US Top Country Albums       | 2       |
| Worldwide                   | 50      |
| Чарт (2011)                 | Позиция |
| US Billboard 200            | 88      |
| US Top Country Albums       | 42      |
| Чарт (2012)                 | Позиция |
| US Billboard 200            | 126     |
| Чарт (2013)                 | Позиция |
| US Billboard Catalog Albums | 39      |
| Чарт (2017)                 | Позиция |
| US Top Country Albums       | 65      |
| Чарт (2018)                 | Позиция |
| US Top Country Albums       | 42      |
| Чарт (2019)                 | Позиция |
| US Top Country Albums       | 46      |

| Чарт (All Time)            | Позиция |
| -------------------------- | ------- |
| Австралия (ARIA)           | 30      |
| Новая Зеландия (RMNZ)      | 95      |
| США (Billboard 200)        | 4       |
| США (Billboard 200, Women) | 2       |

## Сертификации
| Регион | Сертификация  | Продажи   |
| --- | ------------- | --------- |
| Австралия (ARIA) | 8× Платиновый | 560 000   |
| Австрия (IFPI Austria) | Золотой       | 10 000*   |
| Канада (Music Canada) | 4× Платиновый | 320 000^  |
| Дания (IFPI Danmark) | Платиновый    | 20 000    |
| ССАГПЗ (IFPI Middle East) | Золотой       | 3000*     |
| Германия (BVMI) | Золотой       | 100 000   |
| Ирландия (IRMA) | 2× Платиновый | 30 000^   |
| Япония (RIAJ) | Золотой       | 115,000   |
| Филиппины (PARI) | 9× Платиновый | 135 000*  |
| Новая Зеландия (RMNZ) | 3× Платиновый | 45 000^   |
| Норвегия (IFPI Norway) | Золотой       | 15 000*   |
| Польша (ZPAV) | Золотой       | 10 000    |
| Сингапур (RIAS) | 2× Платиновый | 20 000*   |
| Швейцария (IFPI Switzerland) | Золотой       | 15 000    |
| Великобритания (BPI) | 2× Платиновый | 600 000   |
| США (RIAA) | Бриллиантовый | 7,285,000 |
| * Данные о продажах приведены только на основе сертификации. · ^ Данные о тиражах приведены только на основе сертификации. · Данные о продажах + прослушиваниях приведены только на основе сертификации. |               |           |

1. ↑  As of September 2010[83]
2. ↑  As of January 2024[154]

## Синглы
| Год  | Сингл                | Высшая позиция в чарте | Высшая позиция в чарте | Высшая позиция в чарте | Высшая позиция в чарте | Высшая позиция в чарте | Высшая позиция в чарте | Высшая позиция в чарте | Высшая позиция в чарте | Высшая позиция в чарте | Сертификации                                                                   |
| Год  | Сингл                | US Country             | US                     | US Pop Songs           | US AC                  | US Adult               | US Digital             | CAN                    | AUS                    | UK                     | Сертификации                                                                   |
| ---- | -------------------- | ---------------------- | ---------------------- | ---------------------- | ---------------------- | ---------------------- | ---------------------- | ---------------------- | ---------------------- | ---------------------- | ------------------------------------------------------------------------------ |
| 2008 | «Love Story»         | 1                      | 4                      | 1                      | 1                      | 3                      | 3                      | 4                      | 1                      | 2                      | - US: 6× Платиновый - AUS: 3× Платиновый - CAN: 2× Платиновый - UK: Платиновый |
| 2008 | «White Horse»        | 2                      | 13                     | —                      | —                      | —                      | 5                      | 43                     | 41                     | 60                     | - US: 2× Платиновый - CAN: Золотой                                             |
| 2009 | «You Belong with Me» | 1                      | 2                      | 2                      | 1                      | 2                      | 3                      | 3                      | 5                      | 30                     | - US: 4× Платиновый - AUS: 2× Платиновый - CAN: 2× Платиновый - UK: Серебряный |
| 2009 | «Fifteen»            | 7                      | 23                     | 10                     | 12                     | 16                     | 31                     | 19                     | 48                     | —                      | - US: Платиновый - CAN: Золотой                                                |
| 2010 | «Fearless»           | 10                     | 9                      | —                      | —                      | —                      | 3                      | 69                     | —                      | 111                    | - US: Платиновый                                                               |